# Fafà Picault
Fabrice-Jean „Fafà“ Picault (* 23. Februar 1991 in New York City, New York) ist ein amerikanisch-haitianischer Fußballspieler. Der Stürmer steht derzeit im Kader vom Inter Miami.

## Karriere

### Vereine
Picault verbrachte seine Jugend größtenteils in Italien und wechselte 2011 von der Jugend Cagliari Calcios zum ein Jahr zuvor gegründeten US-amerikanischen Franchise Tampa Bay Rowdies. Mit der Mannschaft spielte er in der zweitklassigen North American Soccer League. Zum 1. Januar 2013 verließ Picault den Verein und schloss sich gut ein Jahr später, im März 2014, den Fort Lauderdale Strikers an. In seiner ersten Saison erzielte er im Rahmen der NASL Spring Championship vier Tore in sieben Spielen.
Ab Januar 2015 stand Picault sieben Monate beim tschechischen Erstligisten Sparta Prag unter Vertrag, kam aber in keinem Pflichtspiel zum Einsatz. Kurz vor Ende der Transferperiode wechselte er zu Beginn der Saison 2015/16 zum deutschen Zweitligisten FC St. Pauli. Er unterschrieb einen Einjahresvertrag mit Option auf ein weiteres Jahr. Am 11. März 2016 erzielte er mit dem Tor zum 3:4-Endstand im Heimspiel gegen den SC Paderborn 07 sein erstes Tor in der 2. Bundesliga. Ende April 2016 verlängerte Picault seinen Vertrag bis zum 30. Juni 2018. Ende Januar 2017 wurde der Vertrag zwischen Picault und dem FC St. Pauli einvernehmlich aufgelöst und er wechselte zu Philadelphia Union.
Zur Saison 2020 wechselte Picault innerhalb der MLS zum FC Dallas. Sowie dann zur Saison 2021 weiter zu Houston Dynamo. Im November 2022 wechselte er zum Ligakonkurrenten Nashville SC. Von dort wechselte er für das Jahr 2024 zu den Vancouver Whitecaps, bevor er einen ab 1. Januar 2025 geltenden Vertrag bei Inter Miami unterzeichnete.

### Nationalmannschaft
Picault absolvierte im Alter von 18 Jahren ein Länderspiel für die U-20-Auswahl der USA. Am 22. Mai 2016 debütierte Picault beim 3:1-Sieg gegen Puerto Rico in der A-Nationalmannschaft der Vereinigten Staaten.